# Ritratto di Maria Cecilia Guardi
Il Ritratto di Maria Cecilia Guardi, noto anche come Ritratto di Maria Cecilia Guardi Tiepolo, è un dipinto eseguito nel 1757 da Lorenzo Tiepolo con la tecnica dell'olio su tela. Fa parte di una collezione privata.
Maria Cecilia Guardi, che posò per il marito Giambattista Tiepolo in numerosi affreschi e tele prestando il proprio volto a celebri figure femminili storiche e leggendarie, non fu mai però da lui ritratta nella propria quotidianità; al contrario Lorenzo Tiepolo, uno dei figli della coppia, la omaggiò appunto in quest'opera, quando la donna aveva 55 anni circa. Lorenzo morì ancora giovane nel 1776, tre anni prima della madre.
Nella tela Maria Cecilia impugna un ventaglio con la mano sinistra: era dunque mancina, come si può del resto osservare in alcuni dei dipinti in cui fece da modella d'arte per il marito.